# Mesquita de Mehmet Bei
La Mesquita de Mehmet Bei (en grec: Τέμενος Μεχμέτ Μπέη) és un edifici otomà del 1492-93 de Serres, ciutat de Grècia. Encarregada per Mehmet Bei, gendre del soldà Baiazet II, és una de les més imposants dels Balcans. En la dècada dels 1920 deixà d'utilitzar-se amb fins religiosos i hui continua abandonada.

## Història
El 1492-1493, el sanjaq de Serres (aleshores Siruz), Mehmet Bei, espòs de Seljouk (Selçuk), filla del soldà Baiazet II i mare de Gazi Husrev Beg, començà a construir la mesquita a l'est de la ciutat vella. Aquest indret aïllat, a la vora de l'Ágii Anárgyri, es considera el lloc de l'entrada triomfal de les tropes de Gazi Evrenos després de la rendició dels habitants de Serres el 19 de setembre del 1383.
Durant gairebé 300 anys, la mesquita es va beneficiar dels ingressos procedents de les propietats a Crimea del pare de Mehmet, Gedik Ahmet Paixà, gran visir i capità sota el regnat de Mehmet II. Una madrassa i un imaret formaven un conjunt a l'entorn de la mesquita, que també va servir, si més no al principi, com a zàuiya. L'annexió de Crimea per l'Imperi Rus el 1783 va marcar el declivi del monument i de les institucions associades.
El 1815, Yusuf Paixà, fill d'Ismail Bei, governador de Serres del 1795 al 1813, hi va fer reparacions, en particular en la imposant teulada de plom de la cúpula. Aquest darrer està enterrat al nord de la mesquita, al lloc conegut com a "Mausoleu dels vencedors" (Μαυσωλείο των Νικητών). Encara hui són visibles una font erigida el 1814 i part dels murs d'una antiga mesquita fundada per Yusuf Paixà.
El 1892, el llit del riu fou desplaçat per a buidar els dics naturals acumulats per les  crescudes. Tanmateix, el subsol en va romandre inestable i humit, i això va afeblir considerablement l'edifici i va afavorir el creixement de la vegetació entre les pedres. Les guerres balcàniques i la Gran Catàstrofe van provocar l'abandó definitiu de l'emplaçament el 1920.
La mesquita va ser declarada Monument Històric el 1936, dins d'una zona de protecció d'uns 165 m per 100 m, registrada el 1984. El 1995 se'n restaurà l'arc central del pòrtic, que s'havia esfondrat a la fi de la dècada dels 1960. Malgrat aquestes mesures, l'edifici es troba ara en estat d'abandó.

## Arquitectura
Té planta en forma de T invertida, amb una sala de pregària quadrada flanquejada per dos espais laterals més estrets, que s'utilitzaven per a activitats de la tariqa sufí. Al nord, un pòrtic de quasi 30 m de longitud, 6 m de profunditat i 9,2 m d'alçada està sostingut per quatre columnes de marbre. Sobre l'entrada s'alçava una petita cúpula central, hui desapareguda, mentre que les teulades laterals són cruciformes.
La cúpula recolza damunt un tambor dodecagonal sobre petxines: s'eleva fins a una altura d'uns 25,75 m des del sòl. Les seues dimensions impressionants per a l'època, fora de les capitals de Constantinoble i Edirne, contribueixen al malnom d'Agia Sofia (en grec: Αγιά Σοφιά, Santa Sofia). El mihrab està allotjat al sud en una alcova de 12,35 m d'alçada amb cinc trams de paret. En el sòl, es conserven rajoles de ceràmica en la majoria dels espais interiors.
A fora, l'edifici mostra una estructura de carreus isòdoms de pedra calcària beix-ocre sense morter visible. Només els elements de la teulada són de rajola. El minaret no s'ha conservat pas, però al mur oest s'aprecien clarament vestigis de l'estructura.
A la fi de la dècada dels 1660, Evliya Çelebi descrivia així el conjunt que envolta la Mesquita de Mehmet Bei: "Totes les estructures, les cúpules, la madrassa, l'escola i el menjador, estan cobertes de plom. És quasi impossible descriure com és de lluminosa i espiritualment refrescant aquesta mesquita. Caldrien molts mots per a descriure amb sinceritat la bellesa del treball manual en moltes zones de la mesquita. L'única mesquita que se li podria comparar és la Mesquita de Yahya Paixà d'Üsküp (Skopje). Però els jardins que envolten aquesta mesquita no tenen pas rival: estan com coberts de vellut verd, amb arbres majestuosos i tota mena d'ocells volant entre la verdor. Milers de fidels poden seure i xarrar a l'ombra dels arbres. La flaire del jardí amb els seus xiprers és embriagadora i la mesquita s'ha fet famosa des de Grècia fins a Pèrsia» (Evliya Çelebi, citat en anglés en Neval Konuk, 2010).

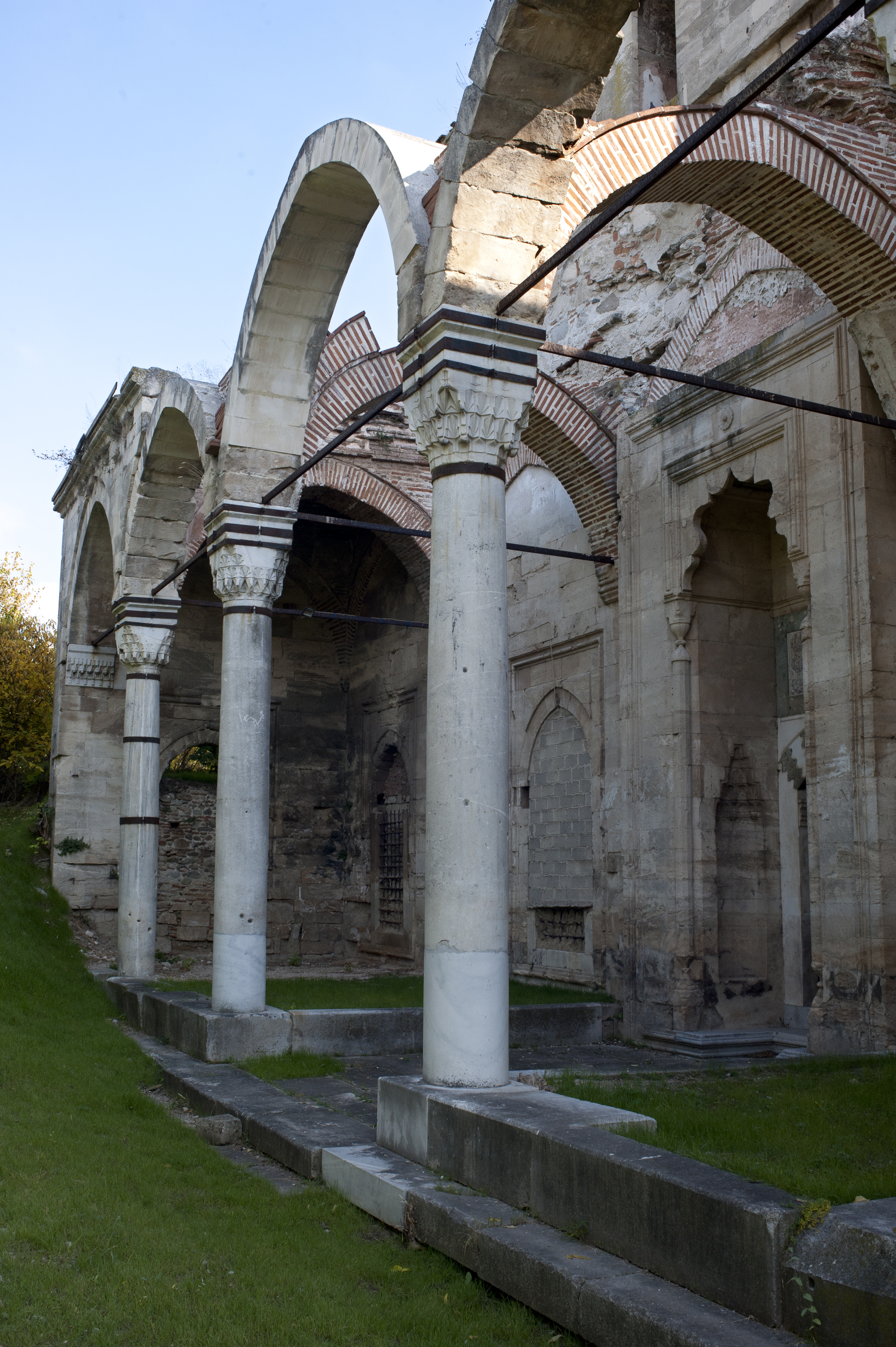
El pòrtic des del nord-oest
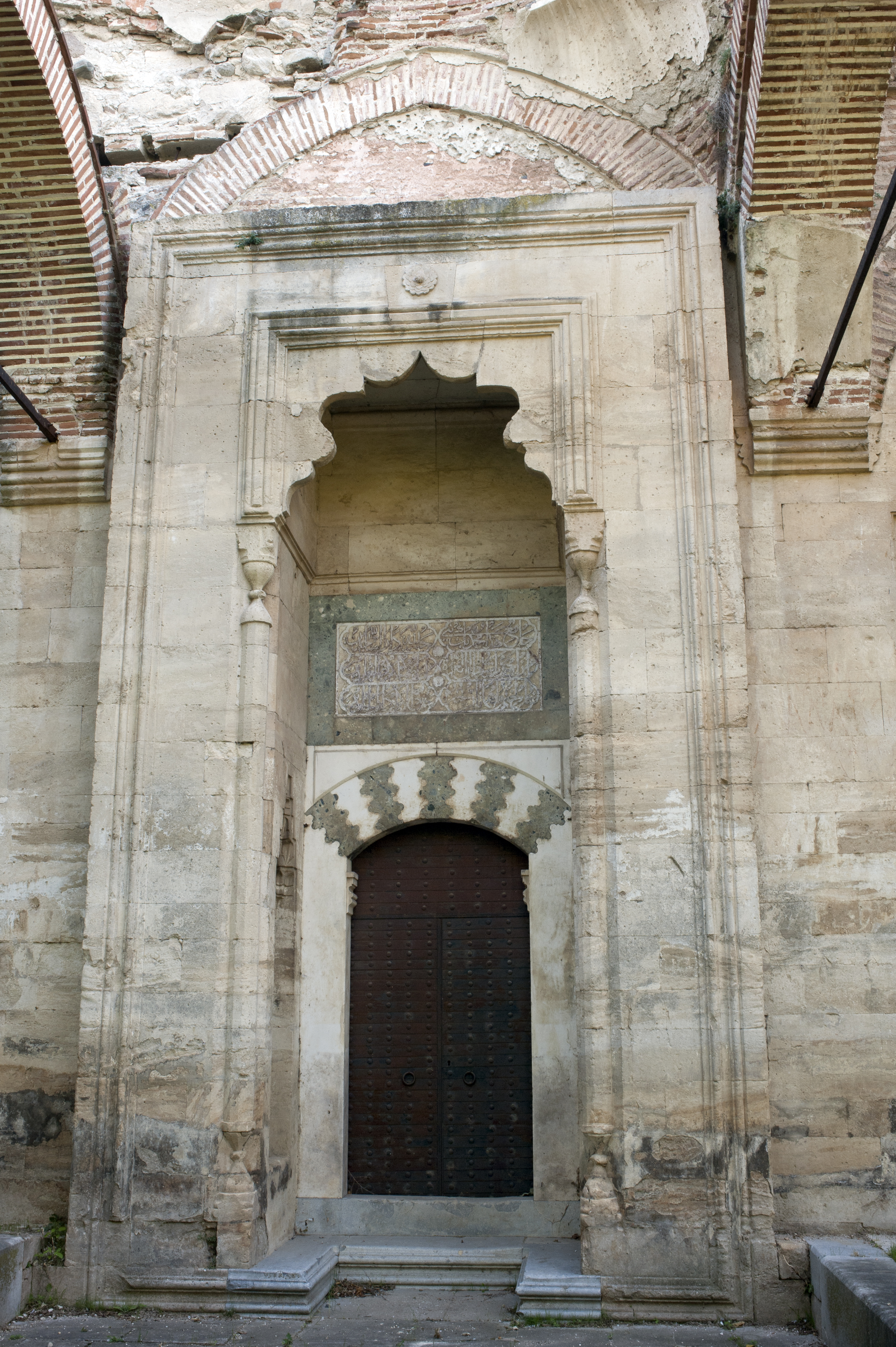
La façana principal
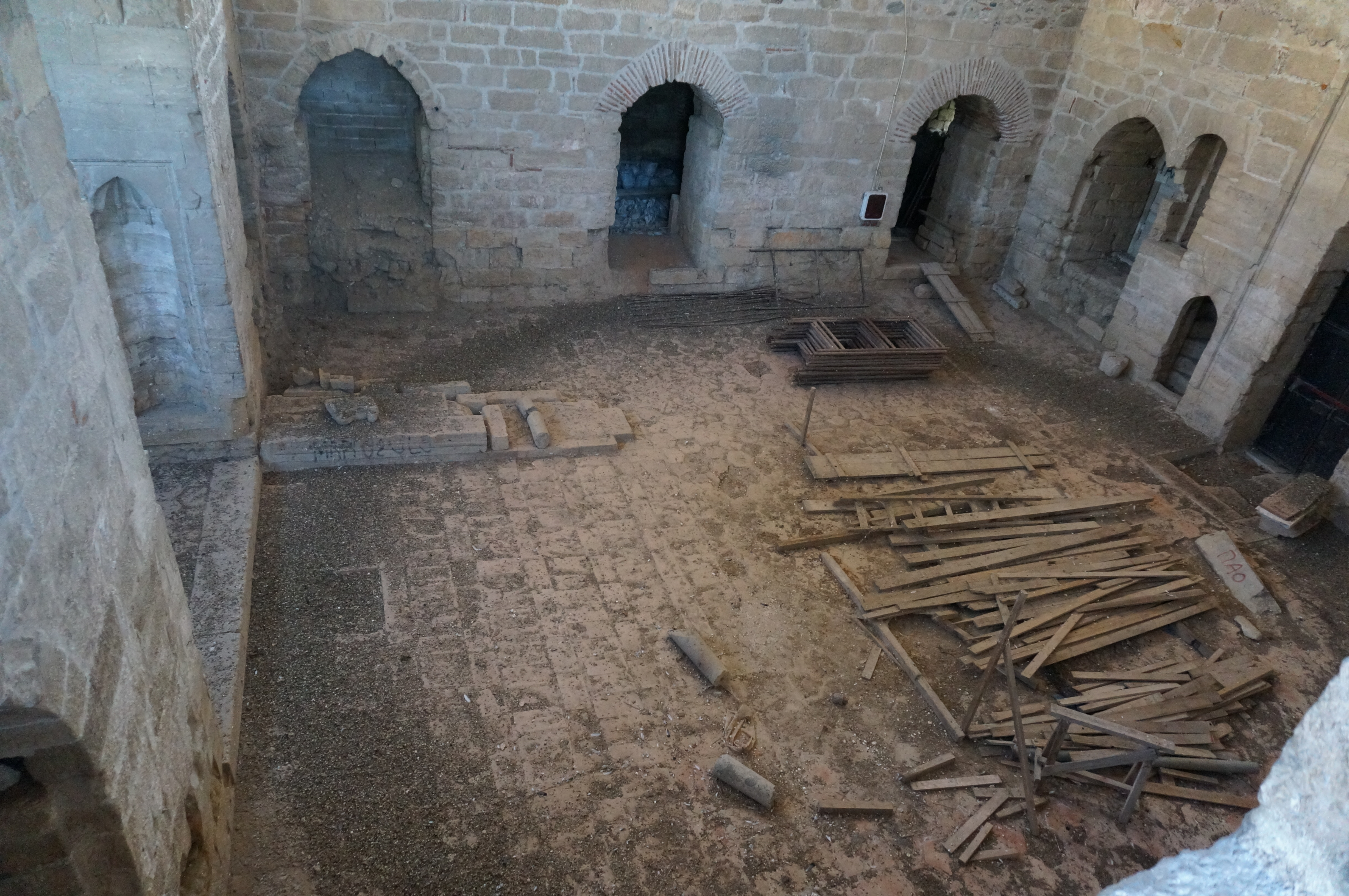
La sala de pregària des del sud-est
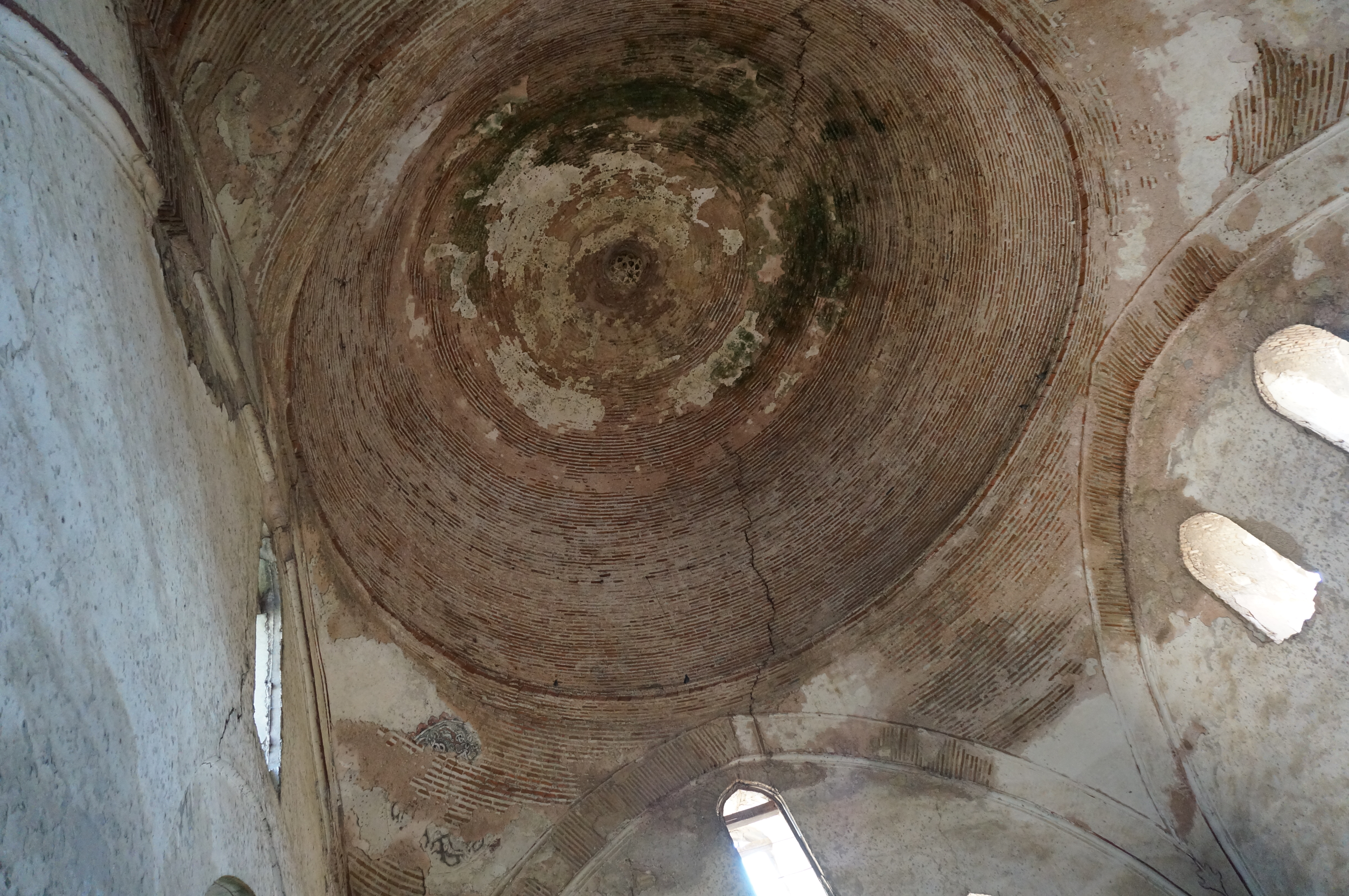
La cúpula
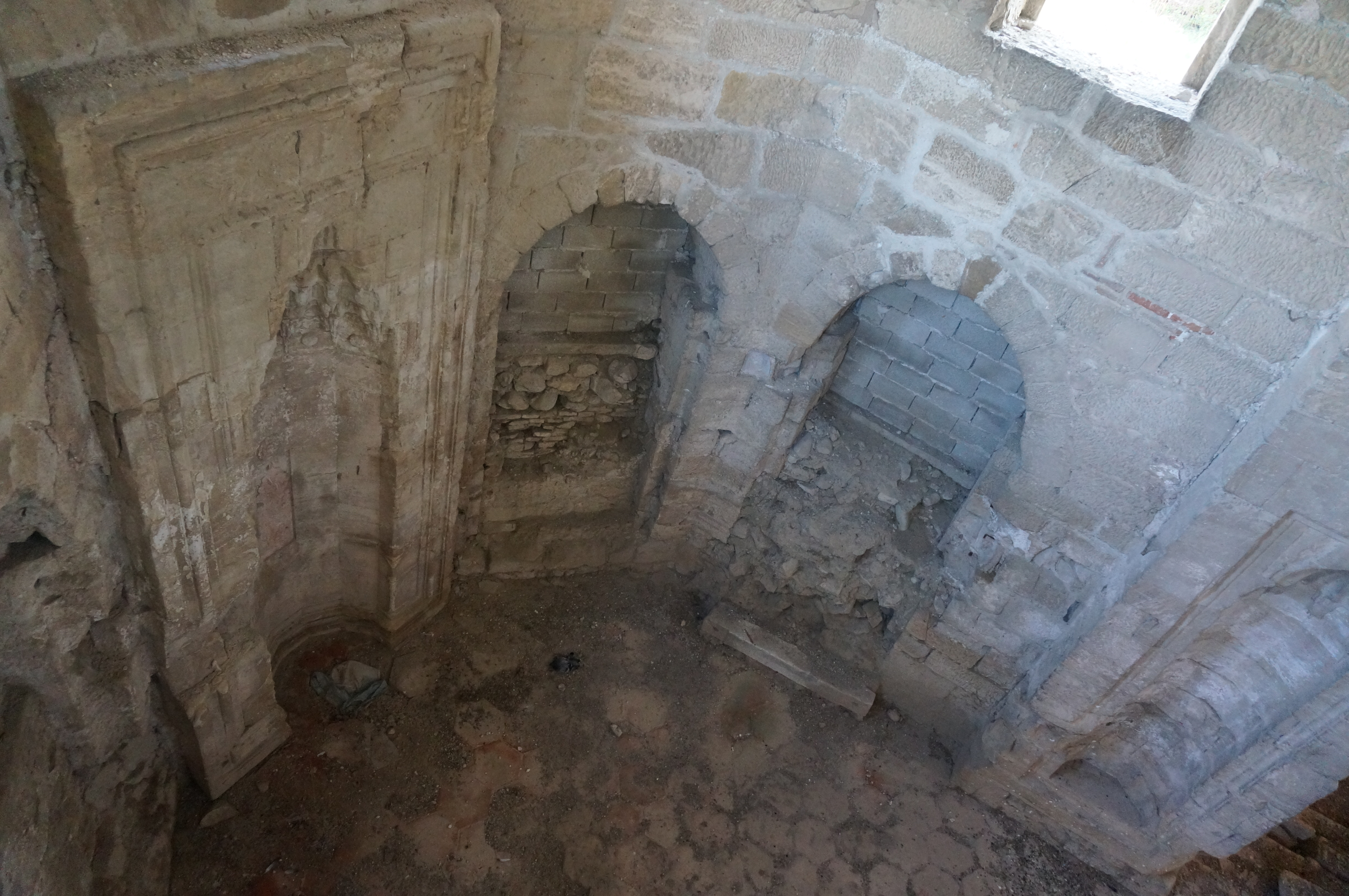
El mihrab del nínxol sud
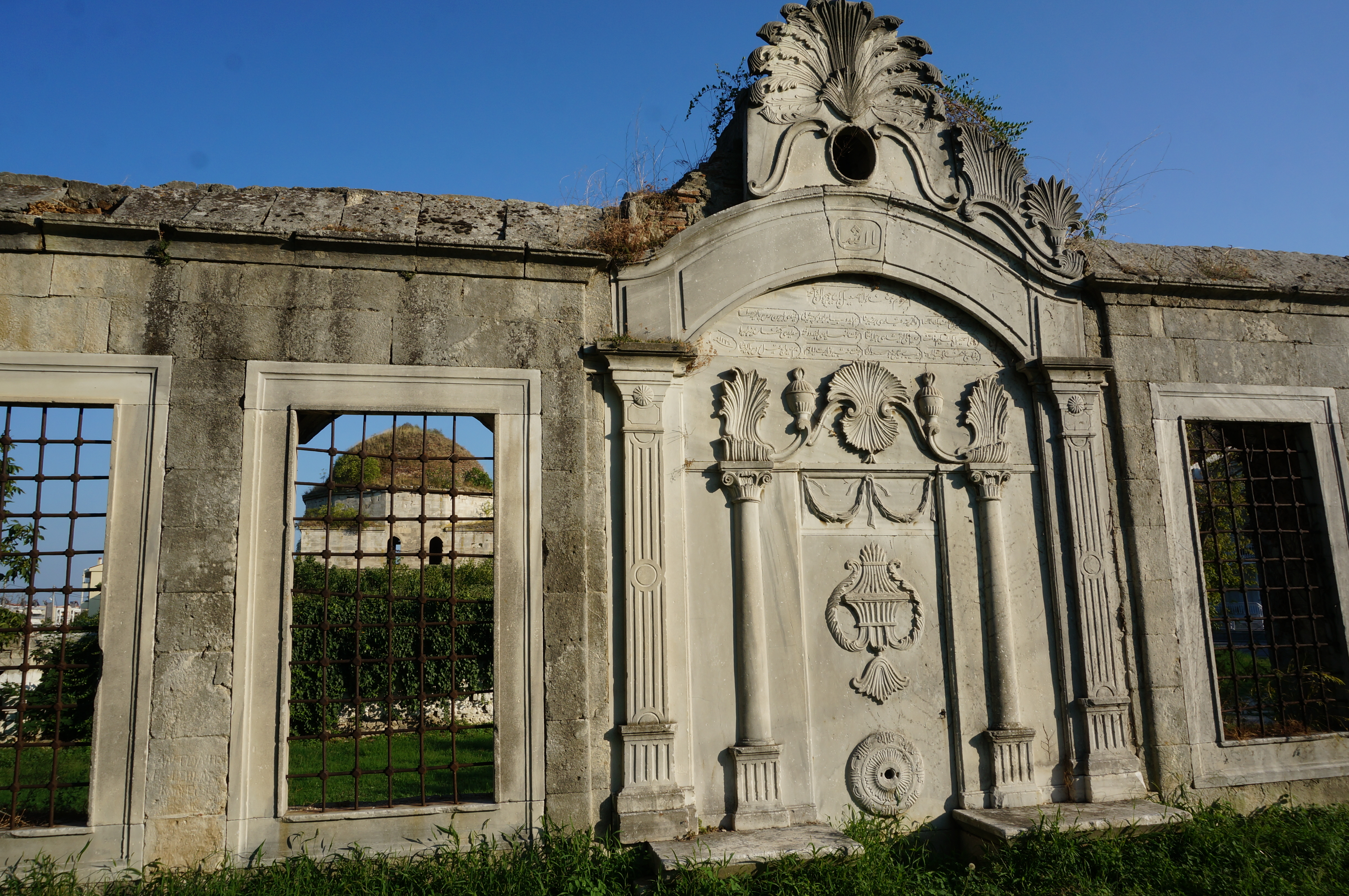
La font de Yusuf Paixà, al nord de la mesquita